# Clifton (Hawke's Bay)
Pour les articles homonymes, voir Clifton.
Dans la Hawke's Bay, en Nouvelle-Zélande, Clifton est maintenant un site résidentiel de vacances, qui abrite des gîtes, hôtels, et un terrain de camping. Initialement peuplé par les Maoris,il est situé sur la côte est de l'île du Nord à 18 kilomètres du centre-ville de Napier, et à 8 kilomètres  de la pointe du cap Kidnappers.

## Départ des randonnées dans la réserve
Clifton est le point de départ de randonnée qui mène à la réserve abritant des Fous de Bassan au Cap Kidnappers,. L'importante réserve a été reconnue  par le BirdLife International, une organisation non gouvernementale (ONG d'envergure internationale), à vocation de protection de la Nature et des oiseaux, pour être un grand site de nidification, avec  plus de 3 000 couples de fous de Bassan

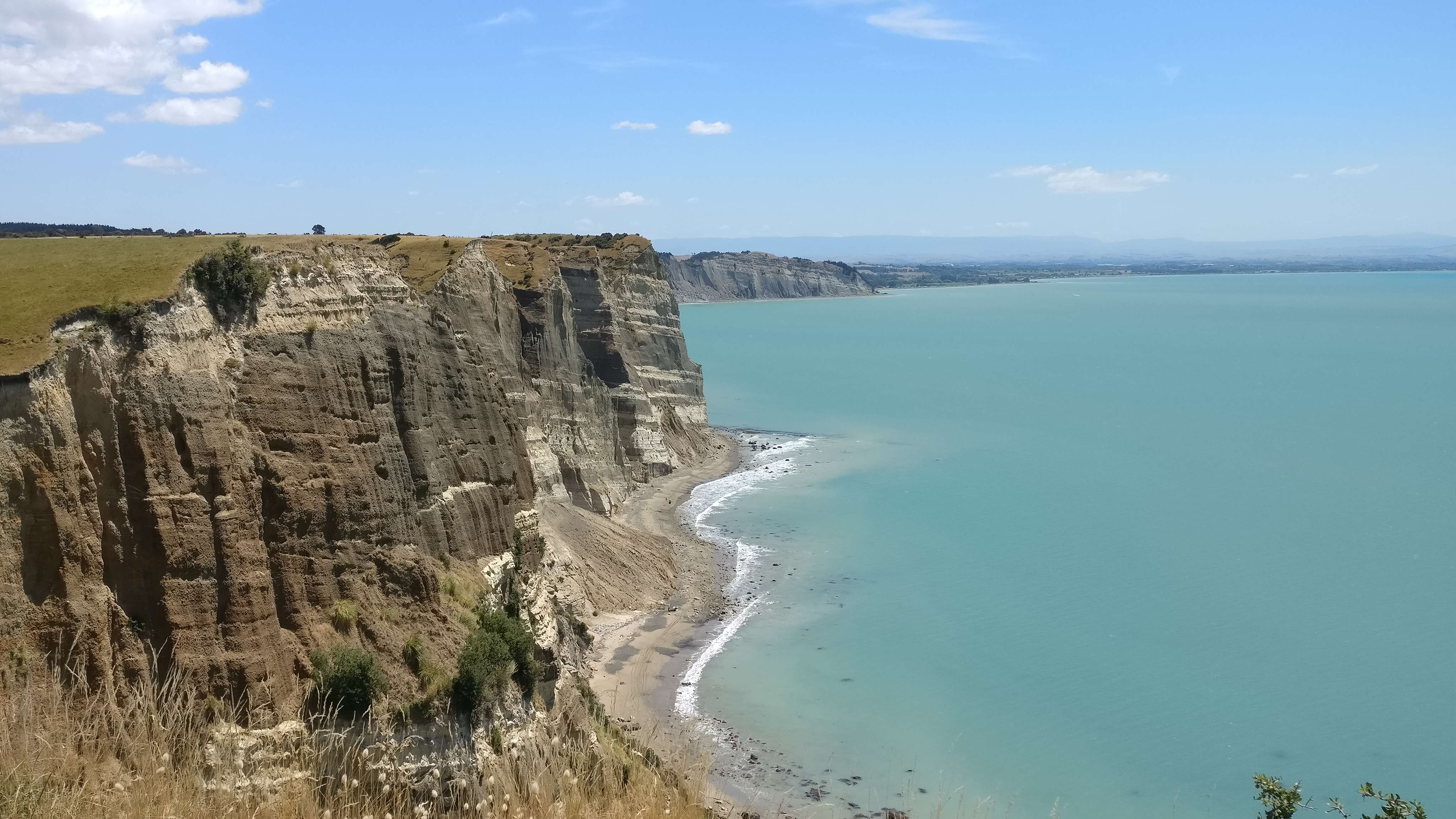
Falaises montrant le glissement de terrain de 2019.
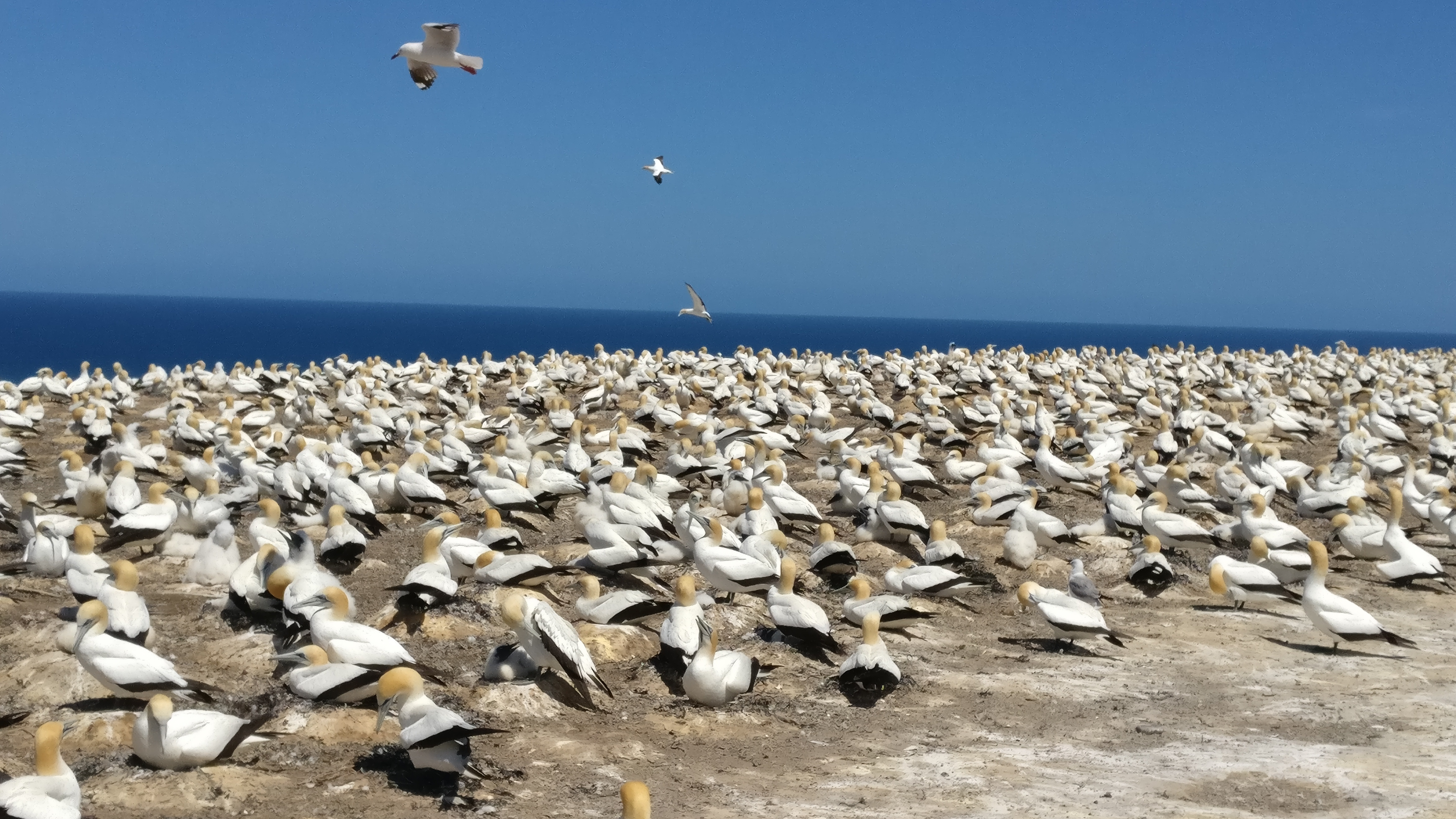
Plus de 5000 fous de Bassan nichent ici.
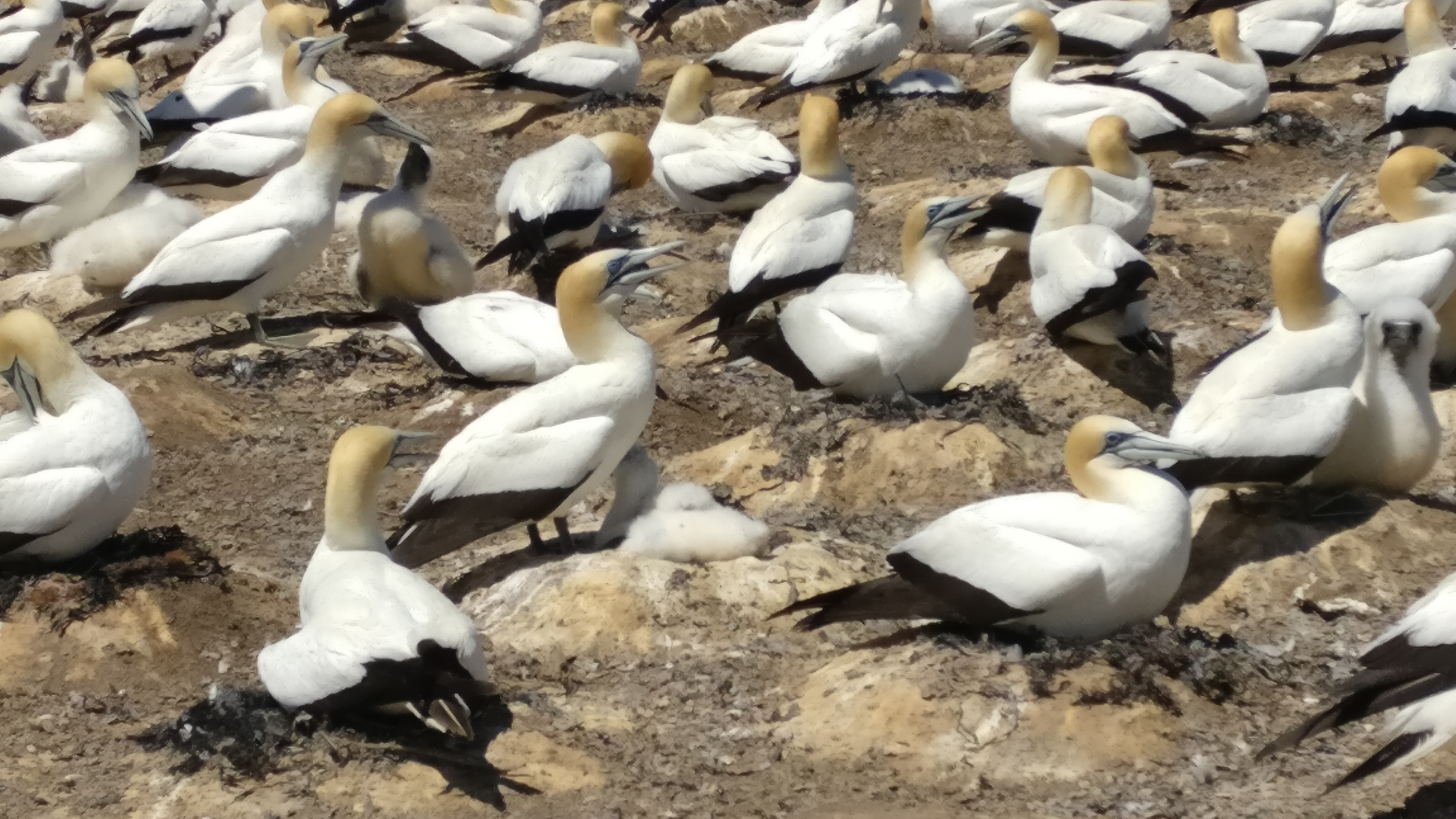
Fous de Bassan avec leurs poussins.
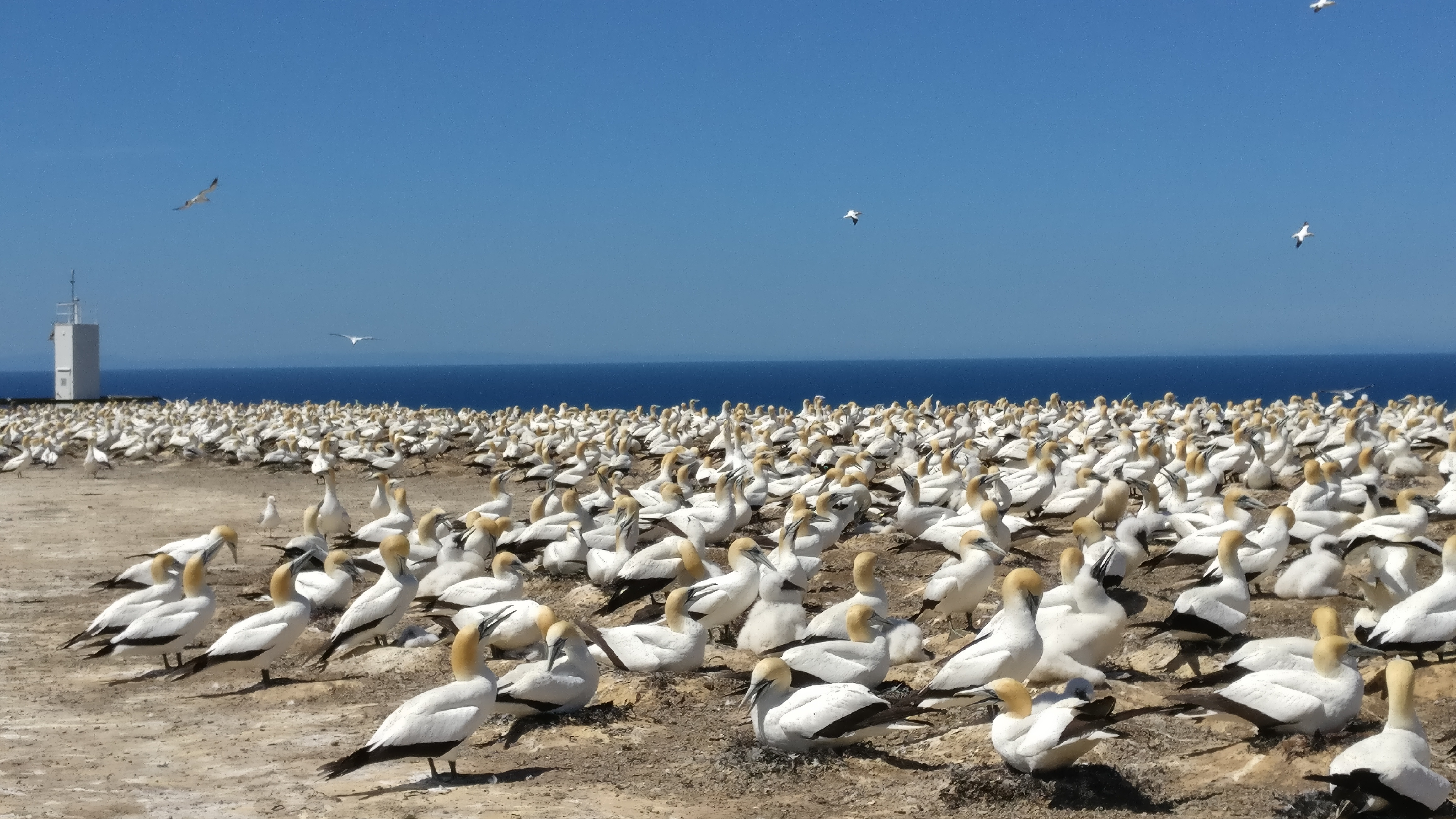
Sanctuaire des fous de Bassan à Hawke's Bay.

## Érosion et inondations
Clifton dans la Hawke's Bay  est situé sur un front de mer très sujet à l'érosion. Le littoral de Clifton est constamment  confronté à de graves problèmes  causés par de fortes marées houleuses. Le recul à long terme de la côte à Clifton Beach est en moyenne de 0,75 m par an, supérieur aux taux d'érosion côtière à Te Awanga et Haumoana, situées à une dizaine de kilomètres à l'est de Hastings et à quinzaine de kilomètres au sud de la ville de Napier, .